# Raïole
La Raïole est une race ovine originaire des Cévennes entre Alès, Florac, et Le Vigan. Son nom viendrait de l'occitan « raïols » qui signifie « royale ». Cette race est reconnue pour sa grande rusticité, adaptée aussi bien à la montagne qu'au climat méditerranéen, valorisant aussi bien l'herbe que les châtaignes et les glands de chêne vert. C'est une brebis cornue et c'est la dernière race ovine à cornes qu'on puisse trouver dans le Massif Central ; toutes les autres ont été désarmées. 
En 2005, ses effectifs étaient estimés à 3 000 têtes dont 2 000 reproductrices.